# Pachydema icositana
Pachydema icositana är en skalbaggsart som beskrevs av Baraud 1979. Pachydema icositana ingår i släktet Pachydema och familjen Melolonthidae. Inga underarter finns listade i Catalogue of Life.